# Leão (Espanha)
Leão (em castelhano: León; em leonês: Llión) é um município da Espanha, capital da província homônima, na comunidade autónoma de Castela e Leão, noroeste da Espanha. Tem 39,2 km² de área e em 2021 tinha 122 051 habitantes (densidade: 3 113,5 hab./km²). É o município mais populoso da província, perfazendo um quarto da sua população.
Leão é famosa por sua catedral gótica, e por diversos outros monumentos e edifícios, como a Basílica de Santo Isidoro, onde está o Panteão Real, o mausoléu ricamente decorado no qual foi enterrada a família real do reino medieval de Leão (Leão), e que também possui uma das melhores coleções do mundo de pinturas românicas; a Casa de Botines, uma das primeiras obras do arquiteto catalão Antoni Gaudí, ocupada atualmente por um banco; o Mosteiro de São Marcos, originalmente a sede da Ordem Militar de Santiago, construída no século XVI; ou o novo MUSAC, Museu de Arte Contemporânea de Castela e Leão.
Conhecida por suas fiestas, como as realizadas durante a Páscoa, as procissões realizadas em Leão foram declaradas de Interesse Internacional, e, nestas datas, visitantes de diversas partes do mundo visitam a cidade e participam de suas tradições.

## Geografia
A cidade de Leão está localizado em uma esplanada na confluência dos rios e Bernesga, Torio, a uma altitude de 840 metros. Localizado no centro da província, que está localizado num lugar estratégico no Noroeste da Península, como é obrigado a ir para a Galiza e Astúrias
O clima é continental Mediterrâneo, embora tenha abrandado ligeiramente nos verões pela proximidade com o Cantábrico cordilheira.
As temperaturas são mais frias, com uma média anual de 10,9 °C, com invernos frios, com geadas frequentes (74 dias de geada por ano em média). Neve cai durante 16 dias, em média, por ano, enquanto fortes quedas de neve são raros. Verão é quente, suavizadas pela altitude da cidade, com temperaturas máximas em torno de 27 °C.

## História
Leão foi fundada no século I a.C., pela legião romana Legio VI Victrix ("Legião nº 6, Vencedora"). Em 68 d.C. a Legio VII Gemina ("Legião nº 7, "Gêmea") fundou um acampamento militar permanente, que seria a origem da cidade, e é exatamente do nome desta legião que deriva seu nome moderno. A legião foi recrutada por Galba a partir de soldados iberos, que determinaram a localização da cidade de maneira a proteger o território dos habitantes selvagens das montanhas das Astúrias e Cantábria, e para garantir o transporte do ouro extraído da província da Hispânia, especialmente nas minas próximas à atual cidade de Las Médulas.. A Legio VII Gemina Felix, seu nome completo, foi aquartelada por Vespasiano na Hispânia Tarraconense para preencher o espaço deixado pela Legio VI Victrix e pela Legio X Gemina, duas das três legiões estacionadas normalmente na província, que haviam sido transferidas para a Germânia.
Que os acampamentos de inverno, sob os imperadores tardios, eram realizados em Leão, pode-se descobrir pelo Itinerário de Antonino, na obra de Ptolemeu e nas Notitiae Imperii, assim como através de algumas inscrições; porém existem diversas inscrições que provam que um grande destacamento dela ficava estacionado em Tarraco (atual Tarragona), a principal cidade da província.

### Reino de Leão
A história pós-romana da cidade consiste basicamente na história do Reino de Leão. O acampamento da legião nas Astúrias desenvolveu-se e tornou-se uma cidade importante, que resistiu aos ataques dos visigodos até 586, quando foi tomada por Leovigildo. Foi uma das poucas cidades que os visigodos permitiram manter suas fortificações. Durante a guerra contra os invasores muçulmanos, a mesma fortaleza, que os romanos haviam construído para proteger a planície das incursões dos povos montanheses, tornou-se o posto avançado que cobria a montanha, como o último refúgio da independência cristã.
Ao redor do ano de 846, um grupo de moçárabes (cristãos que não fugiram dos muçulmanos, e viviam sob o regime islâmico) tentou repovoar a cidade, porém um ataque muçulmano acabou impedindo a iniciativa. No ano de 856, sob o rei Ordonho I, outra tentativa de repovoar a região foi feita, desta vez com sucesso. Ordonho II fez de Leão a capital de seu reino (914), e a mais importante das cidades cristãs da Ibéria.
Saqueada por Almançor em 987, a cidade foi reconstruída e repovoada por Afonso V, rei da Castela, cujo decreto de 1017 regulamentou a vida econômica da cidade, incluindo o funcionamento de seus mercados. Leão era ponto de parada para os peregrinos que percorriam o Caminho de Santiago, rumo a Santiago de Compostela. Subúrbios habitados por comerciantes e artesãos surgiram, e estes novos habitantes passaram a influenciar as decisões do governo municipal após o século XIII. Durante o início da Idade Média, a indústria ganadeira trouxe um período de prosperidade à cidade.

### História recente
No século XVI, teve início um período de declínio económico e demográfico, que continuou até o século XIX. Em julho de 1936, durante a Guerra Civil Espanhola, a população de Leão participou na guerra ao lado das forças republicanas.
Durante a década de 1960, Leão experimentou um grande crescimento, devido à migração de parte da população das zonas rurais da província.
Em 1983 Leão foi juntava à região vizinha da Castela, para formar a Comunidade Autônoma de Castela e Leão. Um movimento político e popular local manifestou oposição no início, e com o tempo Leão tornou-se centro de alguns movimentos pacíficos que lutam pela independência de Leão. Alguns leoneses apoiam a ideia de criar uma Comunidade Autônoma de Leão, formada pelas províncias de Salamanca, Leão e Zamora, que compõem tradicionalmente a Região Leonesa.

## Monumentos e pontos turísticos

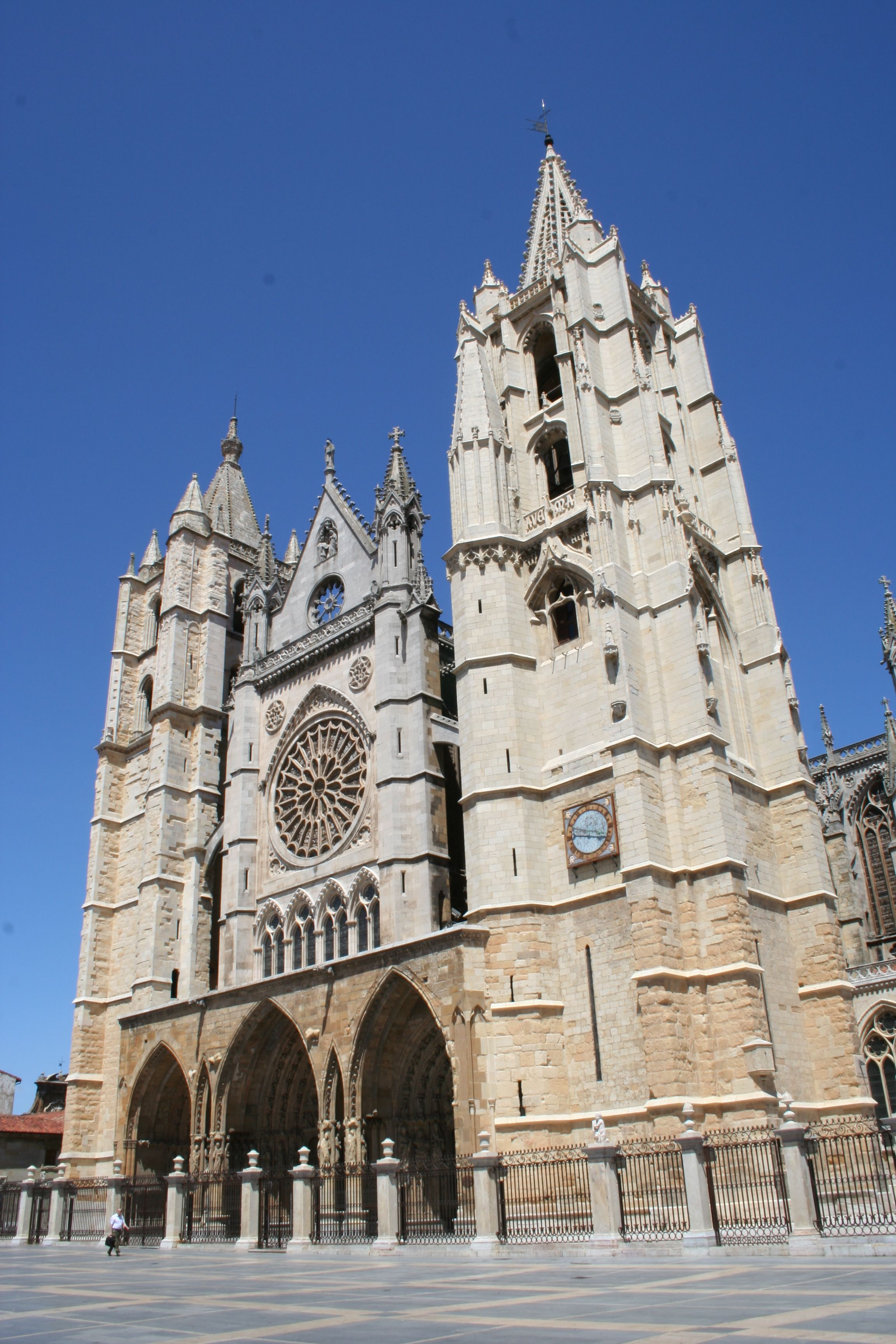
Catedral

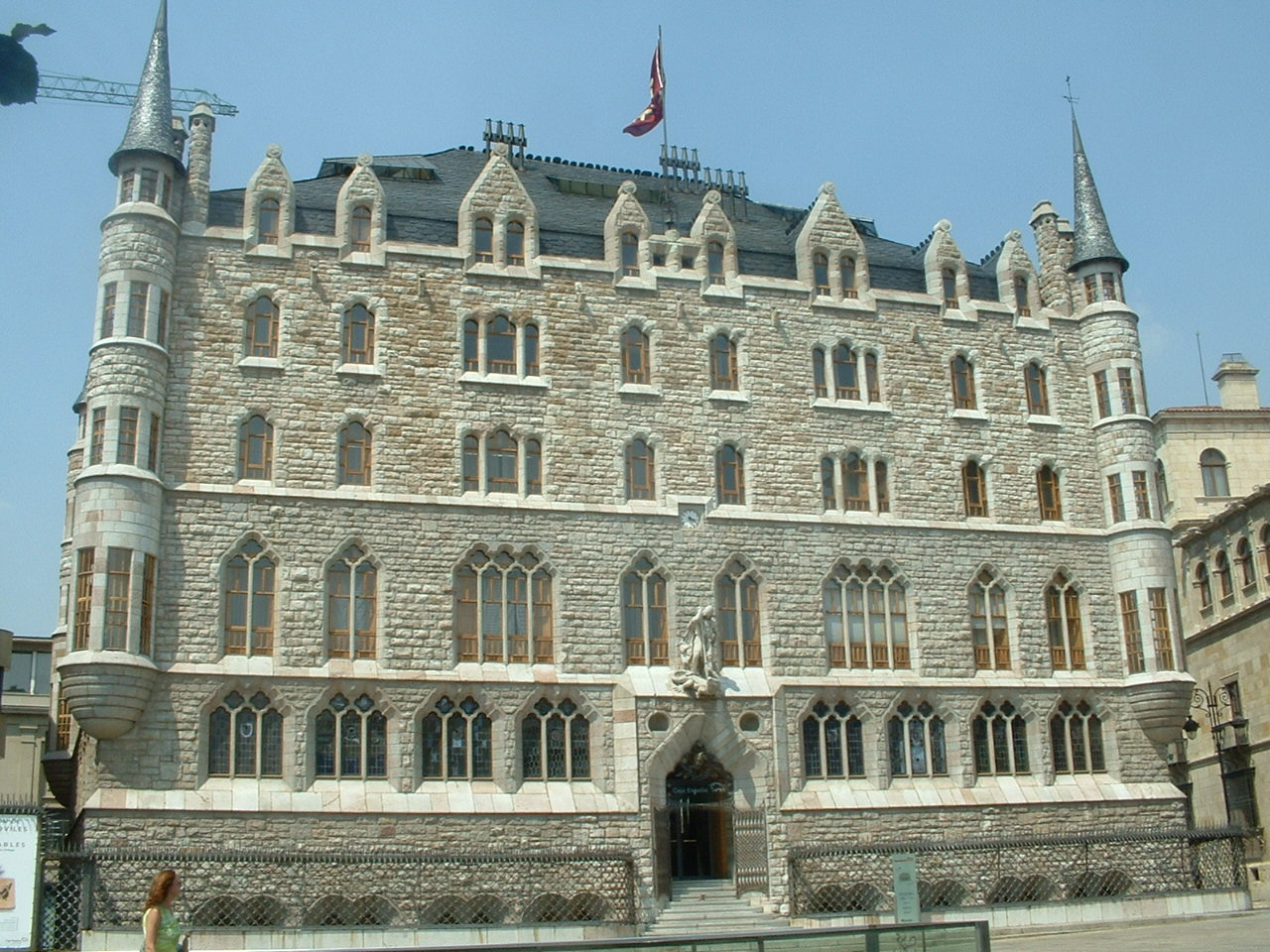
Casa de los Botines, de Antoni Gaudí (construída entre 1892 e 1894).

A cidade possui diversos monumentos impressionantes, desde edifícios medievais até outros mais modernos. Entre os mais destacados estão a catedral da cidade, em estilo rayonnant gótico e com seus estupendos vitrais, a Basílica de Santo Isidoro, com as sepulturas dos reis de Leão e pinturas românicas, e o antigo mosteiro de São Marcos (atualmente um luxuoso parador), com sua exuberante fachada plateresca.
O Palacio de los Guzmanes, sede da diputación (câmara dos deputados) da província, contém um pátio impressionante no estilo plateresco, de autoria de Rodrigo Gil de Hontañón. O bairro antigo da cidade conserva boa parte dos muros medievais, e alguns resquícios do muro romano original.
A Casa de Botines é um edifício neogótico, um excelente exemplo da arquitetura de Antoni Gaudí.
Leão é a sede do MUSAC (Museu de Arte Contemporânea de Castela e Leão). O edifício que abriga o museu apresenta uma impressionante estrutura modernista, projetada pela equipe de arquitetos Mansilla & Tuñón.
Outros pontos de interesse incluem o Barrio Humedo ("Bairro Húmido"), o bairro boêmio, e a Plaza del Grano ("Praça do Grão").

## Folclore e costumes
Entre os costumes leoneses, se destaca a Semana Santa, durante a qual ocorrem diversas procissões pelo centro da cidade, como a chamada Procissão do Encontro, que encena o encontro em três grupos que representam São João, a Virgem Maria e Jesus Cristo, na esplanada em frente à catedral da cidade. Também é associada com a Semana Santa a procissão pagã pelo enterro de Genarín, um homem pobre que teria sido atropelado pelo primeiro caminhão de lixo de Leão.[carece de fontes?]
Também são dignas de destaque as festividades de São João e São Pedro, celebradas durante a última semana de junho. Durante estes dias ocorrem diversos concertos e festivais, e toda a cidade é ocupada por feiras e mercados de rua onde os leoneses celebram o início do verão, especialmente na noite de São João (23 de junho), quando todos saem para apreciar os fogos de artifício e as fogueiras.

## Política

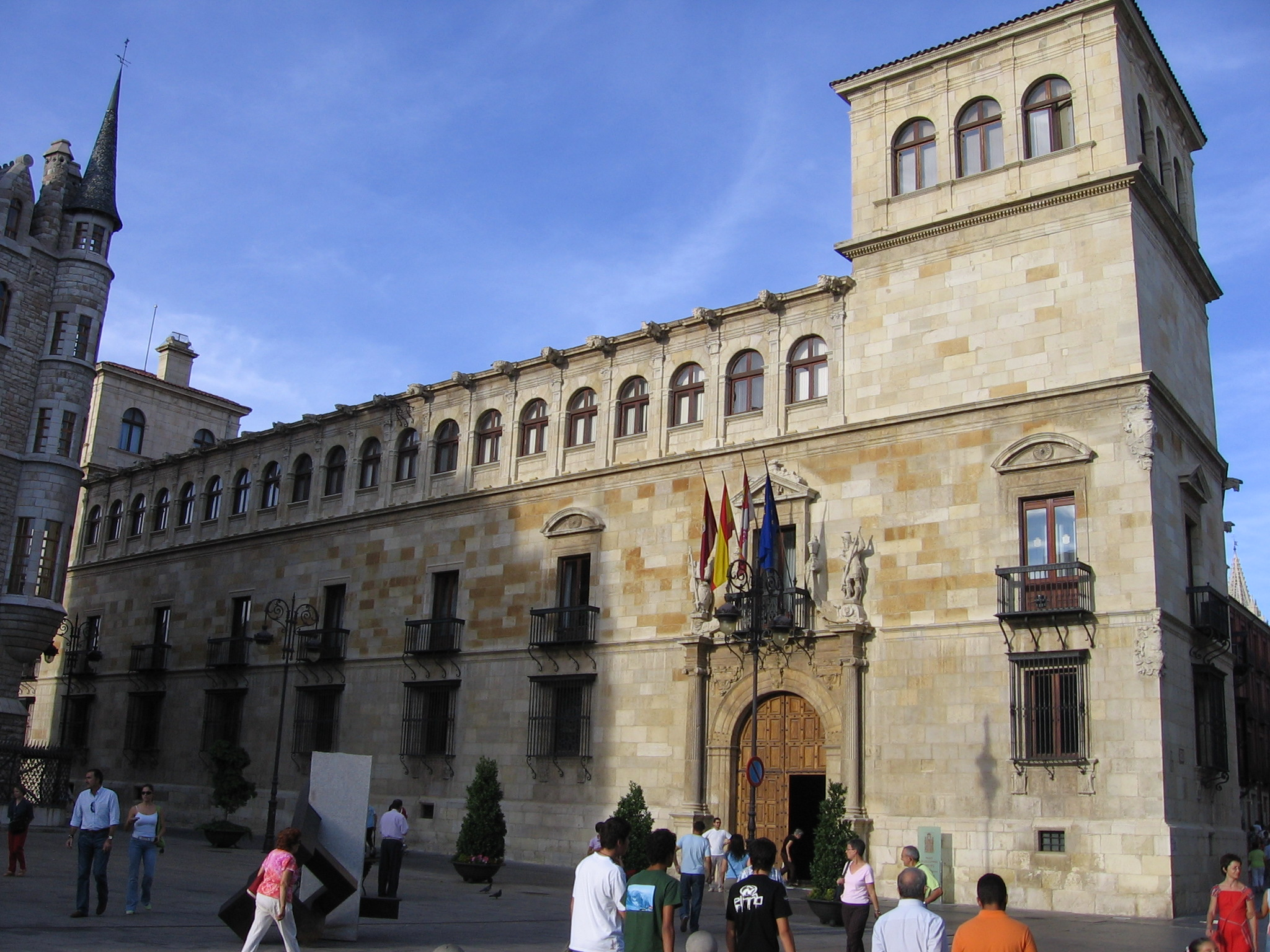
O Palacio de los Guzmanes, parlamento da província (Diputación) na capital.

Nas últimas eleições municipais (27 de maio de 2007), os resultados foram:
- Partido Socialista Operário Espanhol (Partido Socialista Obrero Español, PSOE) - 44.14% dos votos e 13 assentos na câmara
- Partido Popular - 37.55% dos votos e 11 assentos
- UPL: União do Povo Leonês (Unión del Pueblo Leãoés/ Unión del Pueblu Llionés) - 10.88% e 3 parlamentares
- PAL-UL - 2.38%

Atualmente, o prefeito da cidade é Francisco Fernández, do PSOE.

## Demografia

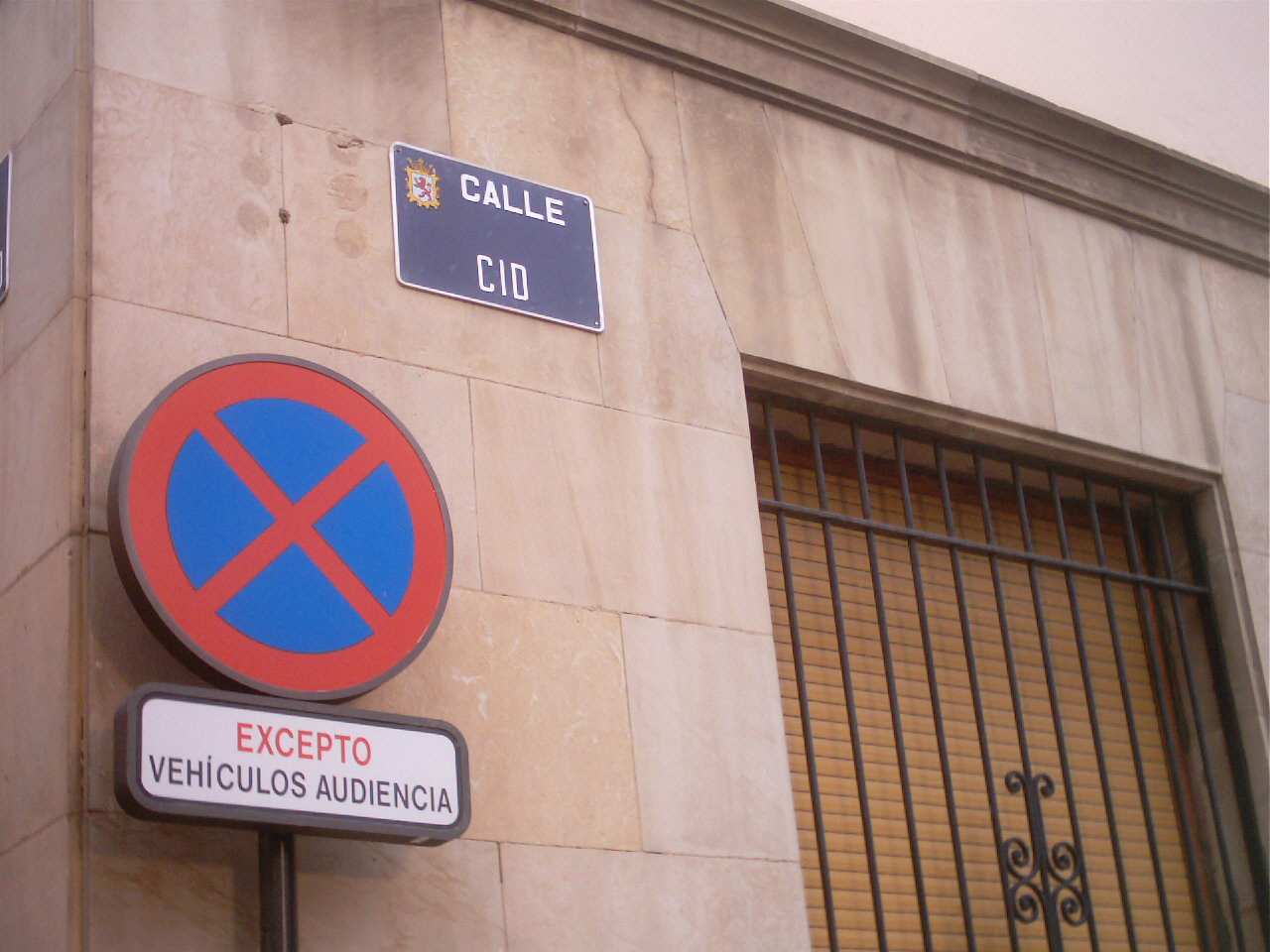
Rua de Leão.

| Variação demográfica do município entre 1991 e 2004 | Variação demográfica do município entre 1991 e 2004 | Variação demográfica do município entre 1991 e 2004 | Variação demográfica do município entre 1991 e 2004 |
| --------------------------------------------------- | --------------------------------------------------- | --------------------------------------------------- | --------------------------------------------------- |
| 1991                                                | 1996                                                | 2001                                                | 2004                                                |
| 144.021                                             | 145.242                                             | 130.916                                             | 135.789                                             |